# زبیگنیف پرایسنر
زبیگنیف پرایسنر (لهستانی: Zbigniew Preisner، ‏ تلفظ لهستانی: [ˈzbiɡɲɛf ˈpɾajsnɛɾ]؛ زادهٔ ۲۰ مه ۱۹۵۵) موسیقی‌دان و آهنگساز اهل لهستان است. او به‌ویژه به‌دلیل همکاری‌هایش با کریشتوف کیشلوفسکی و ساخت آهنگ برای فیلم‌های وی شناخته می‌شود. پرایسنر بعد از ازدواج از نام خانوادگی همسرش استفاده می‌کند.

## زندگی
پرایسنر در رشته تاریخ و فلسفه تحصیل کرد و هیچ‌گاه به‌طور رسمی موسیقی نیاموخت، بلکه با گوش کردن به آثار موسیقی و تلاش برای اجرای آنها، موسیقی را به شکل خودآموز یادگرفت. سبک آهنگسازی او نمایانگر شکل مشخصی از نئورمانتیسم تونال است. او اذعان نموده که تحت تأثیر نیکولو پاگانینی و ژان سیبلیوس بوده‌است.
وی برندهٔ جوایزی چون جوایز سزار و خرس نقره‌ای ۴۷مین دورهٔ جشنواره بین‌المللی فیلم برلین شده و دو مرتبه نیز نامزد دریافت جایزهٔ گلدن گلوب بوده‌است.

## گزیدهٔ آثار

### ارکستری
- رهبر ارکستر برای آلبوم زنده در گدانسک دیوید گیلمور (۲۰۰۸)
- سکوت، شب و رؤیاها (۲۰۰۷)
- ارکستراسیون برای آلبوم صدای آن قفل را در بیاور دیوید گیلمور (۲۰۰۶)
- ارکستراسیون برای آلبوم در یک جزیره دیوید گیلمور (۲۰۰۶)
- مرثیه برای دوستم (۱۹۹۸)
- زندگی (۱۹۹۸)

### آهنگسازی برای تک‌نوازی
- ۱۰ قطعه برای ارکستر (۲۰۱۵)
- ۱۰ قطعه ساده برای پیانو (۲۰۰۰)

### سینما
- ۱۹۸۵ - پایانی نیست
- ۱۹۸۸ - کشتن یک کشیش
- ۱۹۸۸ - فیلمی کوتاه درباره کشتن
- ۱۹۸۸ - فیلمی کوتاه درباره عشق
- ۱۹۹۰ - اروپا اروپا
- ۱۹۹۱ - زندگی دوگانه ورونیکا
- ۱۹۹۲ - آسیب
- ۱۹۹۳ - سه رنگ: آبی
- ۱۹۹۳ - اُلیویه، اُلیویه
- ۱۹۹۳ - باغ مخفی
- ۱۹۹۴ - سه رنگ: سفید
- ۱۹۹۴ - وقتی که مردی زنی را دوست دارد
- ۱۹۹۴ - سه رنگ: قرمز
- ۱۹۹۵ - الیزا
- ۱۹۹۷ - افسانه: یک داستان واقعی
- ۲۰۰۰ - ابردین
- ۲۰۰۲ - در میان غریبه‌ها
- ۲۰۰۳ - همه چیز درباره عشق است
- ۲۰۰۴ - کشور زیبا
- ۲۰۰۸ - زنی در برلین
- ۲۰۱۱ - درخت زندگی
- ۲۰۱۳ - زیبایی بزرگ
- ۲۰۱۶ - ملکه اسپانیا
- ۲۰۲۰ - فراموش خواهیم شد

### تلویزیون
- ۱۹۸۸ تا ۱۹۸۹ - ده فرمان
- ۲۰۱۷ - تاج (فصل دوم)[۴]